# Агуа-Гранде
А́гуа-Гра́нде (порт. Água Grande) — один із 7 районів у складі Сан-Томе і Принсіпі. Адміністративно належить до провінції Сан-Томе. Адміністративний центр — місто Сан-Томе, яке є центром також і провінції та столицею країни.

## Географічне положення
Район розташований на північному сході острова Сан-Томе.

## Населення
Населення району становить 73091 особа (2012; 56492 в 2006, 51886 в 2001, 42331 в 1991, 32375 в 1981, 19636 в 1970, 9586 в 1960, 7821 в 1950, 8431 в 1940).

## Населені пункти
Нижче подано список найбільших населених пунктів району (повний список тут):
| Населений пункт    | Населення, осіб (2001) | Населення, осіб (2007) | Населення, осіб (2008) |
| ------------------ | ---------------------- | ---------------------- | ---------------------- |
| Рібоке             | 3713                   | 4164                   | 4232                   |
| Сан-Томе           | 3666                   | 4111                   | 4179                   |
| Оке-дел-Рей        | 3455                   | 3874                   | 3938                   |
| Кінта-Сан-Антонью  | 2970                   | 3330                   | 3385                   |
| Агуа-Порка         | 2777                   | 3114                   | 3165                   |
| Боа-Морте          | 2584                   | 2898                   | 2945                   |
| Сан-Марсал         | 2409                   | 2701                   | 2746                   |
| Мадре-Деуш         | 2293                   | 2571                   | 2614                   |
| Сан-Жоан-да-Варгем | 1723                   | 1932                   | 1964                   |
| Чакара             | 1636                   | 1835                   | 1865                   |

## Спорт
В районі є кілька футбольних команд:
- Круж Вермелья (Альмейрім);
- Окуе д'Ель Рей (футбольний клуб) (Окуе д'Ель Рей).

## Персоналії
- Маркуш Барбейру (* 1995) — футболіст Сан-Томе і Принсіпі.